# Манаус
Мана̀ус (на португалски: Manaus) е град в Северна Бразилия, столица на щата Амазонас. Разположен е на вливането на реките Рио Негро и Солимоес и е най-важното и голямо пристанище по поречието на река Амазонка.

## История
Основан е през 1832 г. Градът има бурно развитие по време на т.нар. „каучуков бум“ (1879 – 1912). По същото време в града се преселват много европейски имигранти, основават се много компании. През 1895 тръгва трамвай в града. През 1896 е построен известният оперен театър „Амазонас“. Тогава получава популярност като Латиноамериканския или Тропическия Париж. След пренасянето на каучуковото дърво в Югоизточна Азия, значението му бързо запада. Градът получава нов подем на развитие, когато през 1966 г., правителството обявява в покрайнините му т.нар зона за свободна търговия (zona franca). Затова сега в града има много представителства на японски фирми, работещи в областта на електрониката и производството на мотоциклети (Honda).

## Транспорт
Летището на града „Едуард Гомеш“ е 3-то по пътникопоток в Бразилия, 3,1 млн. души (2012). Има редовни полети да Панама и Маями.
От града има шосета към Боа Вища и към Порту Вельо.

## Население
Население: 1 738 641 души по данни от преброяване през 2009 г.